# Eugenio Bucciol
Eugenio Bucciol (Oderzo, 26 settembre 1930 – Conegliano, 6 gennaio 2015) è stato uno scrittore e storico italiano. 
Come storico si è occupato della prima guerra mondiale. È stato fondatore e primo Presidente del "Cedos" (Centro documentazione storica sulla Grande Guerra, con sede in San Polo di Piave).

## Biografia
Consegue il diploma di maturità scientifica presso il Liceo Scientifico del collegio “Brandolini-Rota” di Oderzo, dove in seguito insegna per tre anni nei corsi di Ragioneria. Nel 1954 si laurea in Scienze Politiche all'Università di Padova, nel 1959 si laurea in Economia e Commercio all'Università di Trieste. Nel 1957 vince il concorso per il consorzio marittimo Lloyd Triestino. Viene assegnato inizialmente alla sede di Zurigo (1961-1964), per poi essere trasferito a quella di Vienna (1964-1978). Dal 1978 al 1987 è attivo presso la rappresentanza viennese del gruppo marittimo Adriatica.

## Tematiche
Eugenio Bucciol ha iniziato la sua attività di scrittore indagando, in Lungo le rive del Piavon, l'ambiente in cui è nato e cresciuto: ha esplorato i diversi aspetti di quella micro-società, prima che l'era industriale giungesse a soppiantare la civiltà contadina. Anteriormente a tale radicale cambiamento, in quel lembo del Trevigiano tutto si svolgeva con ritmo lento e pressoché uguale. Scrive al riguardo Giulio Bedeschi: "È questo senso di unità e immobilità sostanziale che si stabilisce nei secoli, che di pagina in pagina offre corpo e sostanza all'amore profondo che l'Autore svela per la sua terra e per la sua gente. Non è un amore epidermico e di maniera, ma piuttosto totale ed effusivo, sì da includere e sviluppare un travaglio e una dedizione anche sul piano intellettivo".
In questo libro, come in vari testi successivamente pubblicati (Noria, I prigionieri della Peressina, Il presepe di carta, ecc.), ci viene incontro una folla di personaggi, alcuni conosciuti personalmente dall'Autore, altri tratteggiati con l'ausilio della testimonianza di terzi, altri ancora quale risultato di puntuali ricerche. Molteplici e di varia estrazione sono i soggetti umani tratteggiati da Bucciol, e le figure, i gesti del mondo agreste gli venivano incontro anche dai quadri di Antonio Montemezzo, a cui ha dedicato la monografia Un pittore italiano della Scuola di Monaco. Nato nel 1841 a San Polo di Piave e formatosi all'Accademia delle Belle Arti di Venezia, Montemezzo si trasferì in Baviera dove, per maestria e affinità tematica, venne annoverato tra gli esponenti della "Scuola di Monaco". Reinhard Müller-Mehlis, nella Prefazione della monografia, scrive che esistono scene, ritratti, ma soprattutto studi e schizzi di Montemezzo rivelanti "sia la vicinanza ai macchiaioli, sia agli artisti di Worpswede e della Nuova Dachau".
Dei ricordi materni è intessuto Nanòlo, romanzo biografico ambientato a Tonezza del Cimone, luogo d'origine della madre. Le pagine fanno rivivere l'epoca in cui quella località campava dei prodotti della terra, del pascolo e del bosco. Già in precedenza l'altopiano di Tonezza era apparso in un romanzo, nel Piccolo mondo moderno di Antonio Fogazzaro, col nome di Vena di Fonte alta.
Nel cimitero di Oderzo c'è una tomba "foresta": quella di Richard Lionel Guidoboni Visconti. Secondo indiscrezioni e mormorii dell'Ottocento, egli sarebbe stato il (presunto) figlio di Honoré de Balzac. Scrive al riguardo Stefan Zweig: "Balzac diventa l'amante della contessa Visconti e, secondo ogni verosimiglianza – se si può credere a Balzac mis à nu, il libro sospetto e ben informato di un anonimo –, egli diventa il padre di Richard Lionel Guidoboni Visconti, nato il 20 maggio 1836" . Ed anche André Maurois nel suo Prométhée ou la vie de Balzac accenna alle voci sorte alla nascita del figlio della bella "comtesse". Ma chi era Richard Lionel Visconti? Perché è stato sepolto a Oderzo? Il libro di Bucciol, Da Versailles a Villa Galvagna, ricostruisce con molta acribia quella vita "sulla base dei documenti rinvenuti negli archivi di numerose città italiane e straniere".
Trasferitosi a Vienna per motivi di lavoro, Eugenio Bucciol approfitta del lungo soggiorno in quella città per consultare l'Archivio di guerra (Kriegsarchiv) della capitale austriaca. Si rivela particolarmente prezioso, per le ricerche che stanno alla base dei suoi numerosi volumi dedicati alla Grande Guerra, l’immenso patrimonio di foto che quell'Archivio custodisce. Nell'ambito di tali indagini rientra anche Dalla Moldava al Piave che analizza l'aspirazione boema all'indipendenza e la lotta intrapresa dai volontari cecoslovacchi, accanto agli italiani, per sconfiggere l'impero austriaco. Scrive Richard Georg Plaschka nella prefazione dell'opera: Le "formazioni volontarie cecoslovacche in Italia furono un modello per altri analoghi processi nella prima guerra mondiale. Paralleli sono individuabili nelle iniziative dei cechi in Russia e in Francia". Anche qui l'antefatto della ricerca affonda le sue radici nei ricordi d'infanzia. Un tempo, nel centro di Piavon, più volte l'Autore si era soffermato ad ammirare un gelso vigoroso a cui la gente associava un tragico avvenimento: nel 1918 su quell'albero gli austriaci invasori avevano impiccato, come traditori, tre legionari cechi catturati sul Piave.
Gli uomini sovente sono ricorsi all'aiuto paziente degli animali per poter compiere le loro imprese belliche e Bucciol ha dedicato una monografia a questi "protagonisti oscuri della grande guerra". L'affettuosa attenzione riservata agli animali si coglie ugualmente nell'opera Le confidenze di un gatto: qui il domestico felino si trasforma – un po' come il Kater Murr di E.T.A. Hoffmann – in un filosofo cogitante che mette a dura prova il potere raziocinante dell'uomo.
L'ultimo frutto del soggiorno viennese di Eugenio Bucciol è stata la pubblicazione delle concise e fino ad allora inedite memorie della contessa Vilma Lanjus von Wellenburg: pagine di memorie avute direttamente dagli eredi della nobildonna che, in quanto dama di corte della duchessa Sofia di Hohenberg, si trovava nel corteo imperiale al momento dell'attentato di Sarajevo. Evento che, com'è noto, fu il pretesto ufficiale dello scoppio della Grande Guerra, a più riprese documentata dal nostro Autore.

## Opere
- Eugenio Bucciol, Lungo le rive del Piavon, prefazione di Giulio Bedeschi, Treviso, Marton, 1981, OCLC 956055181.
- Eugenio Bucciol, Lungo le rive del Piavon / 2, Treviso, Marton, 1982, OCLC 165337739.
- Eugenio Bucciol, A pranzo da Gigi Puppin : racconti della sinistra Piave, Treviso, Marton, 1984, OCLC 955323082.
- Eugenio Bucciol, Nanólo : una vita di confine, Treviso, T.E.T., 1986, OCLC 955252759.
- Eugenio Bucciol, Noria, Oderzo, Edizioni Becco Giallo, 1987.
- Eugenio Bucciol, Un pittore italiano della scuola di Monaco: Antonio Montemezzo, Commune di San Polo di Piave, Edizioni Becco Giallo, 1988, ISBN 8885832016.
Traduzione tedesca: Antonio Montemezzo. Ein italienischer Maler der Münchner Schule
- Eugenio Bucciol, I prigionieri della Peressina : racconti, Trieste, B & M Fachin, 1990, ISBN 88-85289-02-9.
- Eugenio Bucciol, Il Veneto nell'obiettivo austro-ungarico. L'occupazione del 1917-18 nelle foto dell'Archivio di guerra di Vienna, Treviso, Canova, 1992, ISBN 8885066887.
- Eugenio Bucciol, 1915-1918. Foto italiane e austroungariche fronte a fronte, Portogruaro, Nuova Dimensione, 1995, ISBN 8885327540.
- Volume disponibile anche in tedesco: 1915-1918 Österreich-ungarische und italienische Kriegsfotos - Eine Gegenüberstellung, Ediciclo Editore, 1996, ISBN 8885327729
- Eugenio Bucciol, Dalla Moldava al Piave. I legionari cecoslovacchi sul fronte italiano nella grande guerra, Portogruaro, Nuova Dimensione, 1998, ISBN 8885327907.
- Eugenio Bucciol, Incontri, Treviso, Canova, 2016, ISBN 8886177968, OCLC 956183715.
- Eugenio Bucciol, Da Versailles a villa Galvagna. La vicenda di Richard Lionel Guidoboni Visconti figlio presunto di Honoré de Balzac, Portogruaro, Nuova Dimensione, 1999, ISBN 8885318347.
- Eugenio Bucciol, Albania : fronte dimenticato della grande guerra, Portogruaro, Nuova dimensione, 2001, ISBN 8885318614, OCLC 801126439.
- Eugenio Bucciol, Animali al fronte protagonisti oscuri della grande guerra, Prefazione di Margherita Hack, Portogruaro, Nuova Dimensione, 2003, ISBN 8885318975, OCLC 939559132.
- Eugenio Bucciol, Le confidenze di un gatto, Portogruaro, Nuova Dimensione, 2003, ISBN 8885318851, OCLC 955208025. 
 Traduzione tedesca: Ein ganz normaler Kater, Edizioni Schoeffling&Co.
- Eugenio Bucciol, Il soldato dell'imperatore, Vicenza, La Serenissima, 2003, ISBN 8875260036.
- Eugenio Bucciol, Andando  [racconti], Portogruaro (Venezia), Nuova dimensione, 2004, ISBN 8889100117, OCLC 57661190.
- Eugenio Bucciol, L'invasione del 1917 - 1918 : gli austroungheresi nell'Opitergino-Mottense, Vicenza, Terra Ferma Edizioni, 2007, ISBN 8889846666, OCLC 239041808.
- Eugenio Bucciol, Il presepe di carta. Storie di vita contadina, Oderzo, Becco Giallo, 2012, ISBN 8897555608.
- Eugenio Bucciol, Dal Belvedere di Vienna a Sarajevo. Memorie della contessa Vilma Lanjus von Wellenburg ultima dama di corte della duchessa Sofia di Hohenberg, Trieste, Luglio, 2015, ISBN 886803090X.
- Traduzione dal tedesco della raccolte di poesie "Mai soli" di Walther Maria Neuwirth, 1996 Hefti Edizioni, Milano

## Mostre fotografiche itineranti
- Mostra Fotografica sulla Grande Guerra. Ha girato nell'arco di un ventennio in parecchie città e regioni d'Italia nonché in alcune città e capitali europee tra cui Vienna, Praga, Bratislava e Tirana.
- Mostra fotografica sugli animali al fronte nella prima guerra mondiale.
- Albania, fronte dimenticato della Grande Guerra.
- Dalla Moldava al Piave – I Cecoslovacchi sul fronte italiano.

## Onorificenze
- Cavaliere dell'Ordine al Merito della Repubblica Italiana (O.M.R.I.)- 19.01.1982
- Cavaliere Ufficiale (O.M.R.I.) - 07.05.1986. Entrambe le onorificenze conferite tramite l'Ambasciata di Vienna.
- Croce al Merito della Repubblica Ceca da parte del Ministero della Difesa di quel Paese per gli studi riguardanti i Legionari Cecoslovacchi combattenti in Italia, come alleati, durante la Grande Guerra e per le numerose mostre fotografiche, tenute al riguardo in diverse città ceche ed italiane.